# セミョーン・ゲンディン

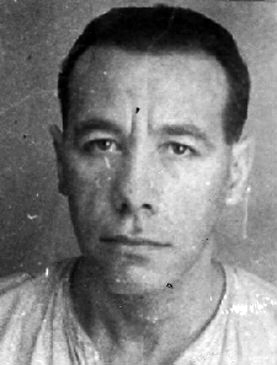

セミョーン・グリゴーリエヴィチ・ゲーンディン（ロシア語: Семён Григо́рьевич Ге́ндин、1902年 - 1939年2月23日）は、ソビエト連邦の軍人、チェキスト。国家保安上級少佐。

## 経歴
ドヴィンスク市の歯科医の家庭に生まれる。1918年から赤軍、共産党員。1920年、モスクワ指揮砲兵課程を修了。1921年、労農赤軍高等軍事化学課程を修了。ロシア内戦に従軍し、小隊長、中隊長、ノヴォロシスク強化地区砲兵部長補佐官として、ペトログラード、カフカース戦線で戦う。
1921年からチェーカーに移り、モスクワ・チェーカー取調官、1923年、統合国家政治局（OGPU）防諜課第6班、第7班長補佐官、1925年、OGPU防諜課第7班長。シンジカート-2作戦に参加し、ボリス・サヴィンコフを取り調べ、ソ連中央執行委員会により表彰される。
1925年からOGPU防諜課第6班副班長。1926年～1929年、白ロシア・ソビエト社会主義共和国国家政治局防諜課副課長、OGPU西部地方全権代表。1929年からOGPU防諜課第7班長、1930年、第9班長、第10班長、特別課特別委任職員、1931年、特別課第1班、第2班長補佐官、1933年、特別課第2班長。
1934年、ソ連内務人民委員部（NKVD）国家保安総局特別課第4班長、1935年、特別課長補佐官を兼任。1936年9月、NKVD西部州局長兼白ロシア軍管区特別課副課長。1937年4月～9月、NKVD国家保安総局第4課副課長。
1937年9月～1938年10月、労農赤軍情報局長代行。ソ連国防人民委員部軍事会議議員。
1938年10月22日、大粛清の吹き荒れる中、ゲンディンは逮捕され、1939年2月23日に銃殺された。
1957年、名誉回復。

## パーソナル
レーニン勲章、赤旗勲章2個、「チェーカー・ゲーペーウー名誉職員」記章2個、「労農赤軍20周年」メダルを受賞。
弟のコンスタンチンも、チェキストであり、秘密政治課で働いていた。1939年に逮捕され、釈放されたが、前線で行方不明となる。